# Yukpa jezik
Yukpa jezik (karipski motilón, macoíta, sjeverni motilón, yuco, yucpa, yuko, yupa; ISO 639-3: yup), indijanski jezik obalne podskupine sjevernokaripskih jezika, koji se govori na području venezuelske države Zulia i susjednim predjelima Kolumbije, u departmanu Cesar. Ima nekoliko dijalekata, među kojima coyaima (Ruhlen), río casacará (iroka), río maracas, caño padilla-la laguna, yrapa. 
Muškarci se služe i španjolskim [spa], ali samo za trgovačke svrhe. Nesrodan je drugom motilon jeziku, nazivanom i barí [mot]

## Vanjske poveznice
- Ethnologue (14th)
- Ethnologue (15th)